# Il ribaltone
Il ribaltone va ser un programa de varietats televisiu emès la tarde dels dissabtes a Rete 1 conduït per Pippo Franco, Loretta Goggi i Daniela Goggi i es va emetre en cinc parts des del dissabte 14 d'octubre de 1978 a les 20.40 hores.

## El programa
Il ribaltone del títol al·ludeix tant al gran protagonisme (ribalta) que ofereixen les varietats, a les referències polítiques d'aquells anys subratllades per les caricatures en el fons de l'estudi dissenyat pel dibuixant Angese, i a l'esperit satíric del programa que pretén protagonitzar alguns llocs comuns d'Itàlia en aquells anys.
El guió fou escrit per Mario Castellacci i Pier Francesco Pingitore i porta l'inconfusible marca del Bagaglino, amb les intervencions còmiques de Pippo Franco, Oreste Lionello, Bombolo i la presència fixa de Jack La Cayenne. Els números musicals i els ballets són confiats a les germanes Goggi, coreografiades per Umberto Pergola, que en aquell moment formava una parella de força èxit també a Espanya amb l'espectacle itinerant Go & Go.
Van publicar un LP de títol homònim que contenia la majoria de les cançons interpretades per les dues germanes durant la transmissió, inclosa la final Voglia. Degut a les altes qualitats artístiques, el programa va obtenir el premi Rose d'Argent al Montreux Jazz Festival.

## Equip tècnic
Director: Antonello Falqui 

Guionistes: Mario Castellacci, Pier Francesco Pingitore, Antonello Falqui 

Coreografies:Umberto Pergola 

Vestuari: Franco Carretti 

Escenografia:Gaetano Castelli 

Llums:Giorgio Abballe 

Direcció musical:Gianni Ferrio 